# Korakan
Korakan (Eleusine coracana) är en gräsart som först beskrevs av Carl von Linné, och fick sitt nu gällande namn av Joseph Gaertner. Enligt Catalogue of Life ingår Korakan i släktet gåshirser och familjen gräs, men enligt Dyntaxa är tillhörigheten istället släktet gåshirser och familjen gräs. Arten förekommer tillfälligt i Sverige, men reproducerar sig inte. Inga underarter finns listade i Catalogue of Life.

## Bildgalleri

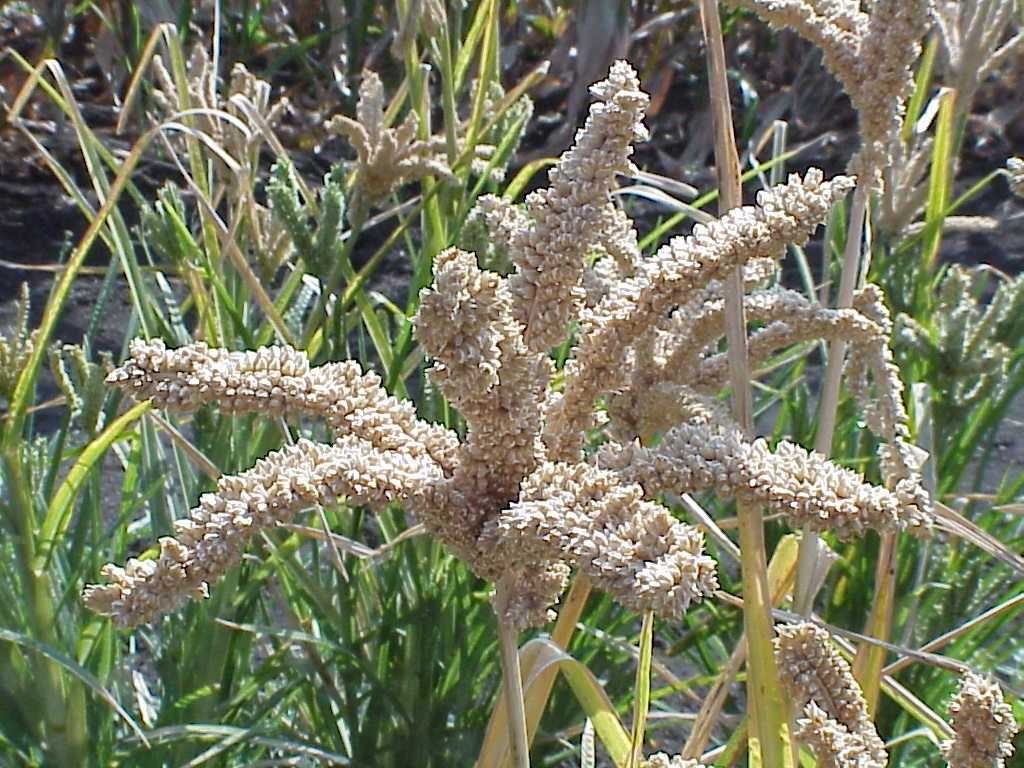
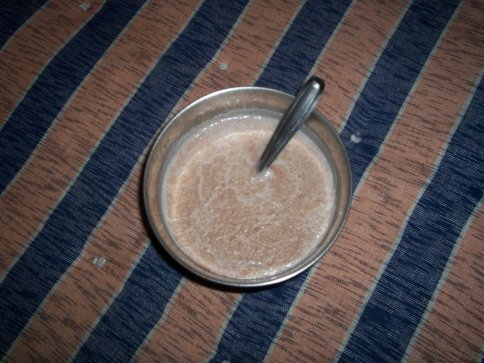
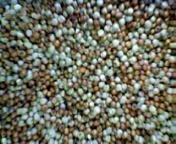
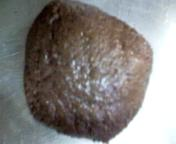
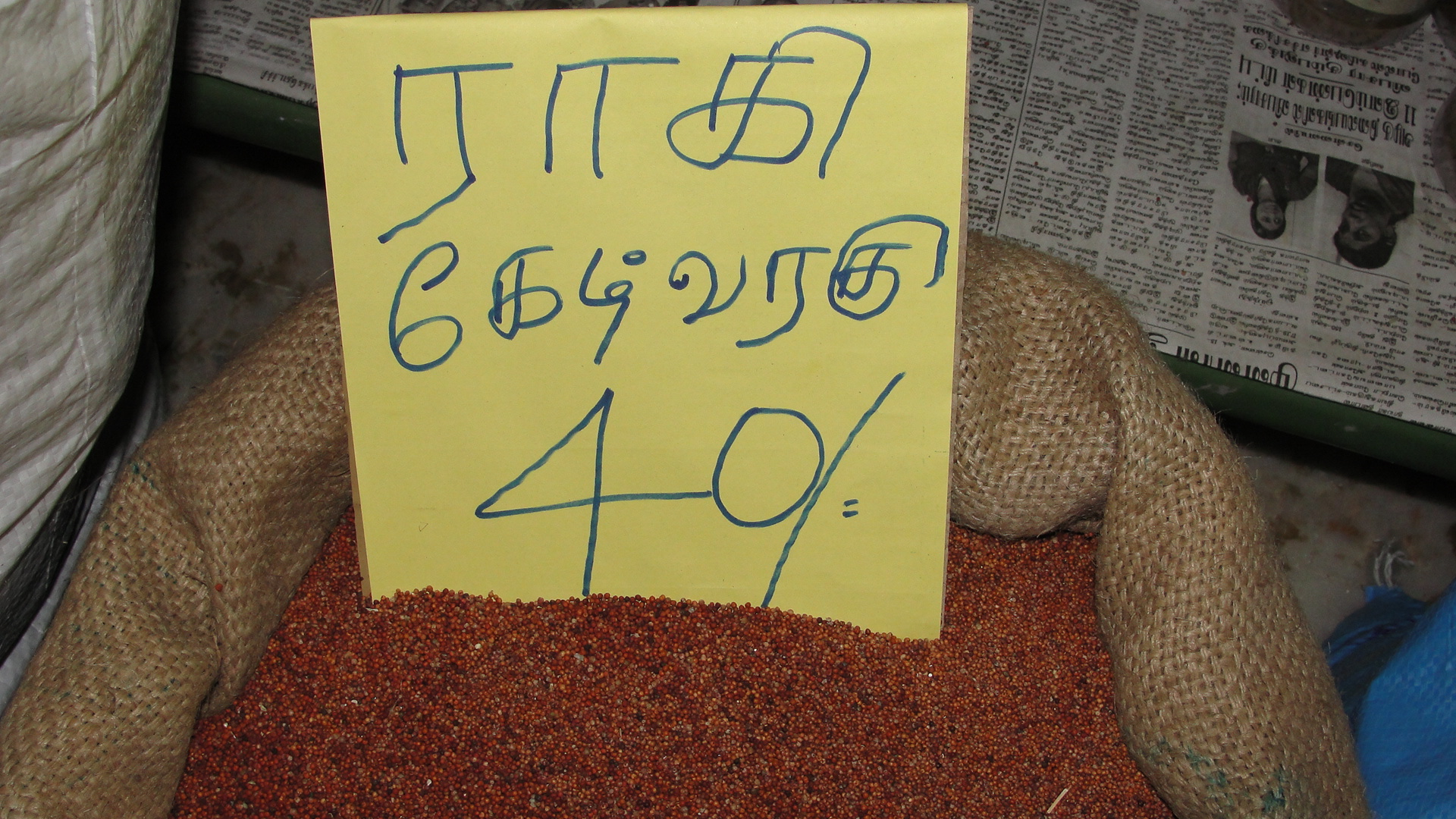
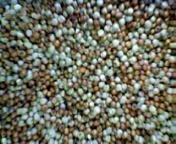
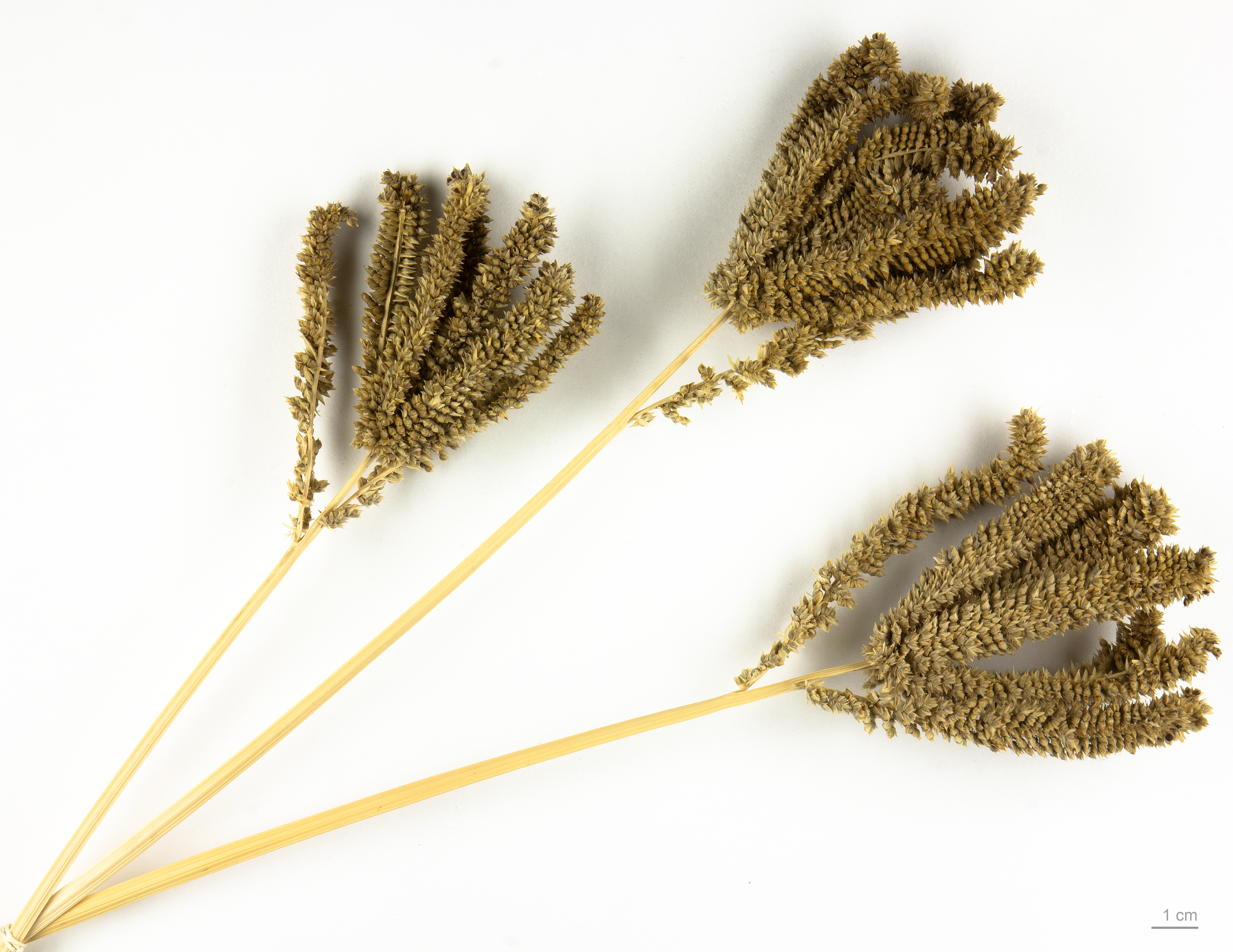
Eleusine coracana - Museum specimen